# Dol (Postira)

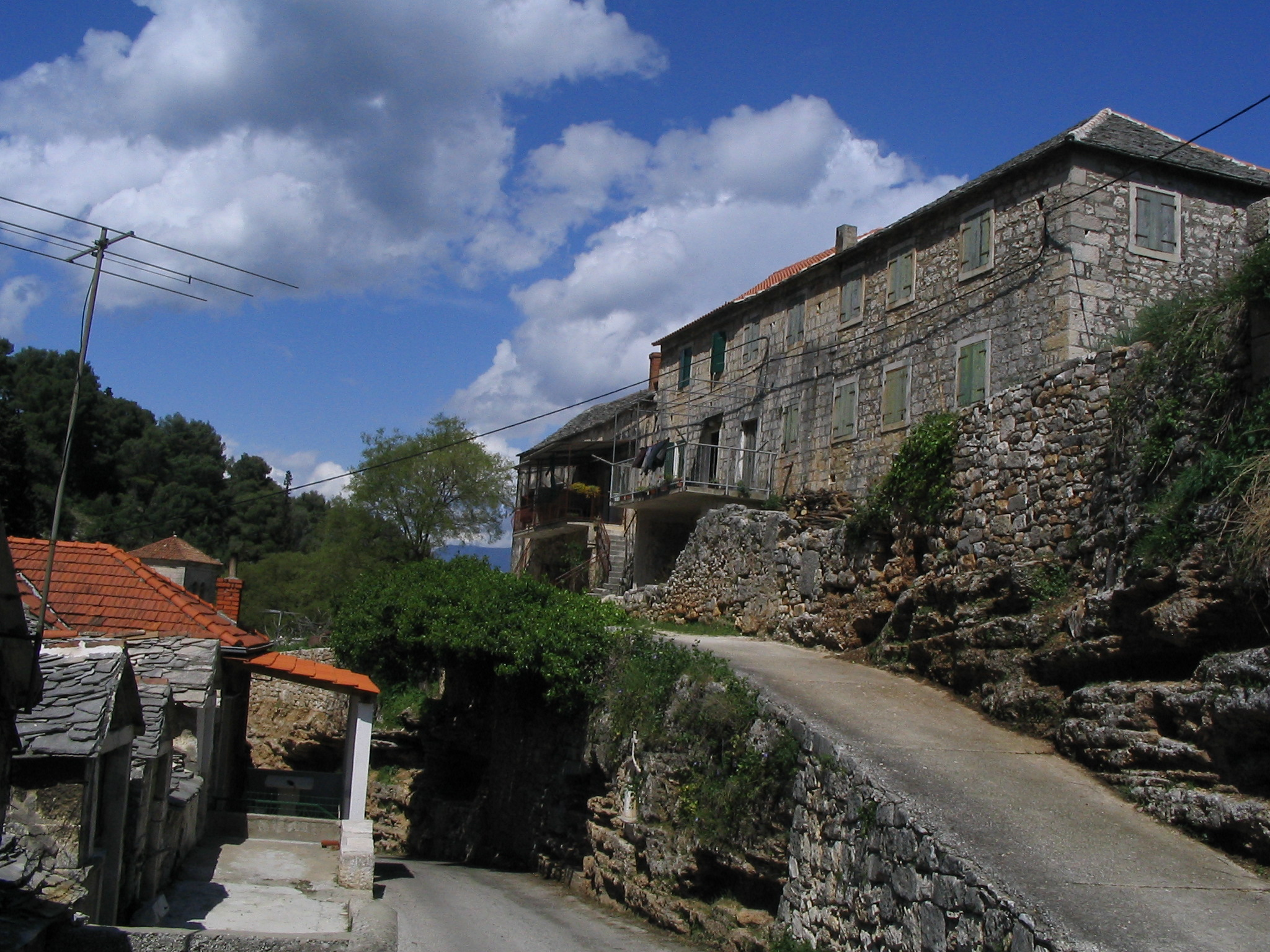
Dol

Dol (kroat. für Tal) ist ein im Landesinneren gelegener Ortsteil von Postira, einem Hafenort auf der Insel Brač in der Gespanschaft Split-Dalmatien, Kroatien. Der Ort hat 178 Einwohner.
Die Kirche Sv. Mihovila stammt aus dem 11. Jahrhundert, während Sv. Petra aus dem 14. Jahrhundert die älteste Glocke auf Brač beherbergt.